# 안심사 (청주시)
안심사(安心寺)는 충청북도 청주시 남이면 사동리에 있는 대한불교조계종 소속 사찰이다.

## 대웅전

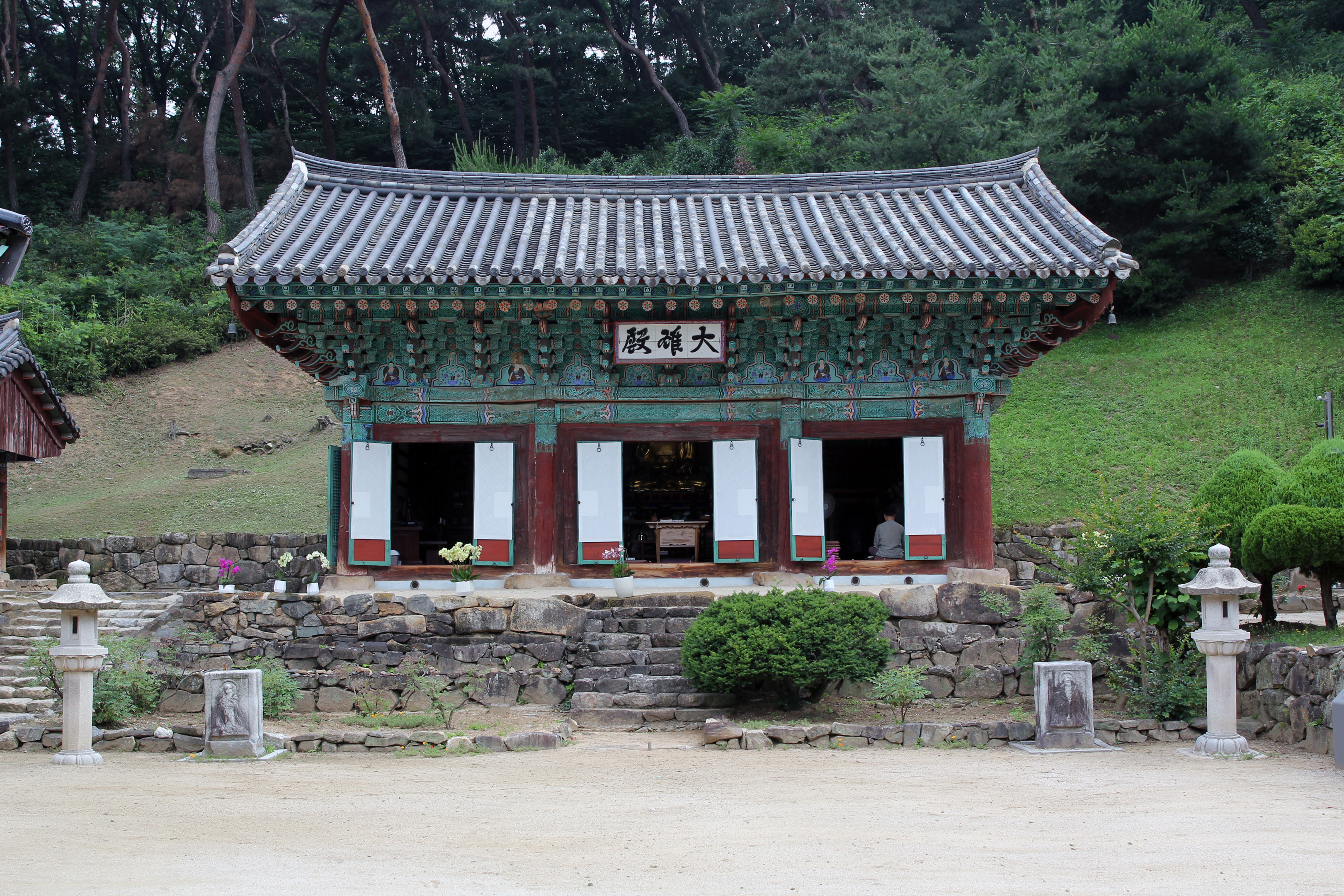
청주 안심사 대웅전

안심사 대웅전(安心寺大雄殿)은 안심사의 주존불을 모신 법당이며 목조기와집으로 조선 중기의 일반형 건물이다. 규모는 정면 3칸, 측면 2칸이다. 1980년 6월 11일 대한민국의 보물 제664호로 지정되었다.
신라 혜공왕 11년(775년)에 진표율사가 창건하고 고려 충숙왕 12년(1325년)에 원명국사가 중건하고, 그 후 조선 인조 4년(1626년)에 송암대사가 중건하였다. 현존 건물은 송암대사가 중건한 것으로 청원군에서는 가장 오래된 건물이다.
대웅전의 암막새 기와에는 강의 11년(1672년)의 명문(銘文)이 있어서 조선 현종 13년(1672년)에 기와를 다시 올린 것을 알 수 있으며 1980년에도 기와를 거의 교체하여 보수하였다. 1989년에는 단청을 새로 하였다.

## 문화재
| 종목                        | 명칭                                       | 시대 | 지정일     | 비고                          |
| --------------------------- | ------------------------------------------ | ---- | ---------- | ----------------------------- |
| 국보 제297호                | 안심사영산회괘불탱(安心寺靈山會掛佛幀)     | 조선 | 1997.09.22 | 구 충청북도 유형문화재 제51호 |
| 보물 제664호                | 청원 안심사 대웅전(淸原 安心寺 大雄殿)     | 조선 | 1980.06.11 | 구 충청북도 유형문화재 제26호 |
| 충청북도 유형문화재 제27호  | 청원안심사세존사리탑(淸原安心寺世尊舍利塔) | 조선 | 1976.12.21 |                               |
| 충청북도 유형문화재 제112호 | 청원안심사비로전(淸原安心寺毘盧殿)         | 조선 | 1982.12.17 |                               |

## 참고 문헌
- 이 문서에는 다음커뮤니케이션(현 카카오)에서 GFDL 또는 CC-SA 라이선스로 배포한 글로벌 세계대백과사전의 "안심사 대웅전" 항목을 기초로 작성된 글이 포함되어 있습니다.